# تاكويا ساتو (1978)
تاكويا ساتو (باليابانية: 佐藤 拓也) (مواليد 19 يوليو 1978)، هو لاعب كرة قدم سابق كان يلعب كلاعب وسط.